# 台灣綠黨召集人

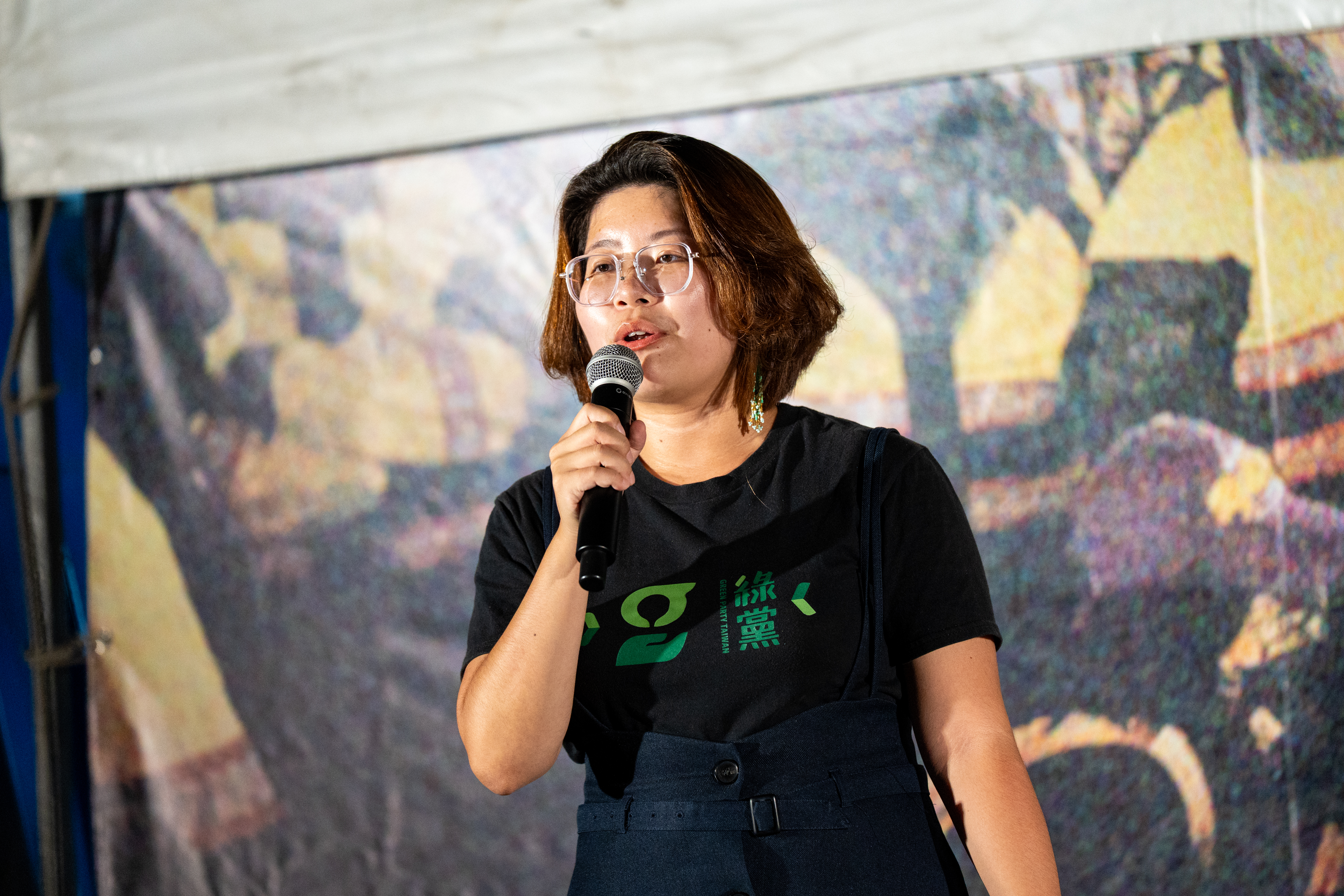
王彥涵

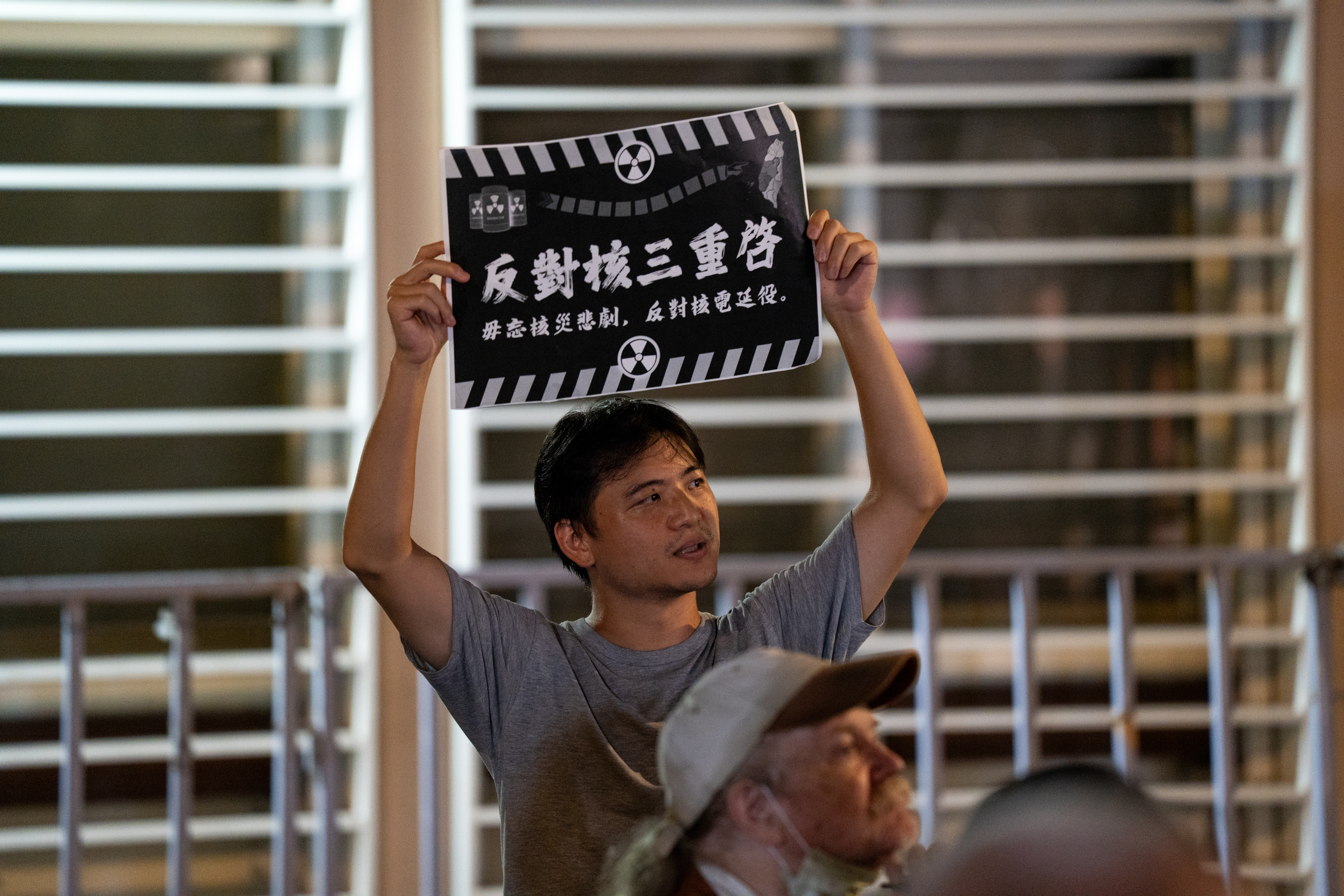
甘崇緯

台灣綠黨召集人，是台灣綠黨的政黨領袖，自2006年起改為雙召集人制，男女各一名，因為有兩位，所以通常稱為「共同召集人」。根據台灣綠黨黨章規定，召集人由中央執行委員互推，共同召集人為本黨負責人，對外代表台灣綠黨，任期二年，連選得連任一次。2023年3月18日第二十二屆黨員大會通過共同召集人也可以被稱為「黨主席」，以利於媒體報導及與他黨交流。

## 歷任召集人列表
| 时间                     | 姓名                                |
| ------------------------ | ----------------------------------- |
| 第一屆（1996年）         | 高成炎                              |
| （1998年）               | 施信民                              |
| （1999年）               | 陳光宇                              |
| （2001年）               | 鄭先祐                              |
| （2003年）               | 高成炎                              |
| 第九屆（2005年）         | 彭渰雯                              |
| 第十屆（2006年）         | 林聖崇、謝若蘭                      |
| 第十一屆（2007年）       | 洪輝祥、陳曼麗                      |
| 第十二屆（2008年）       | 張宏林、鍾寶珠                      |
| 第十三屆（2009年）       | 張宏林、鍾寶珠                      |
| 第十四屆（2010年）       | 潘翰聲、劉麗蘭                      |
| 第十五屆（2011年）       | 文魯彬、楊長苓                      |
| 第十六屆（2012年）       | 洪輝祥、余宛如                      |
| 第十七屆（2013年）       | 李根政、余宛如                      |
| 第十八屆（2015年）       | 李根政、張育憬 →梁益誌（2016年5月） |
| 第十九屆（2017年）       | 王浩宇、王彥涵                      |
| 第二十屆（2019年）       | 余筱菁、劉崇顯                      |
| 第二十一屆（2021年）     | 余筱菁、陳冠宇                      |
| 第二十二屆（2023年）     | 李菁琪、洪裕程                      |
| 第二十二屆補選（2024年） | 邱柏瑋、林裙靜                      |
| 第二十三屆（2025年）     | 王彥涵、甘崇緯                      |